# Henri Prosper Alfred Destailleur
Henri Prosper Alfred Destailleur, aussi connu sous le pseudonyme d’Henri Prosper né Louis Henri Alfred Destailleur à Paris le 17 mai 1816 et mort à Chalon-sur-Saône le 11 janvier 1901 est un peintre français.
Portraitiste, peintre de genre et copiste, il est également professeur de dessin.

## Biographie
Fils de l'architecte François-Hippolyte Destailleur (1787-1852), Henri Destailleur refuse de prendre sa succession afin de se consacrer exclusivement à la peinture. 
Élève de Léon Cogniet et d'Émile Signol, il entre aux Beaux-Arts de Paris le 9 octobre 1839.  
Après la mort de son père en 1852, il entreprend de nombreux voyages en Italie, Suisse, Pologne, Angleterre, Maroc, Tunisie, Algérie, ainsi qu'aux États-Unis. De 1857 à 1859, il habite New York où il expose à l'Académie américaine des beaux-arts. Il épouse dans cette ville Mary Egan (1833-1898), le 31 août 1858.
De retour en France, Henri Destailleur expose au Salon de 1863 sous le pseudonyme d'Henri Prosper, puis à partir de 1866 sous son nom de famille en conservant le pseudonyme Prosper parmi ses prénoms : Henri Prosper Alfred Destailleur. 
Il s'installe avec sa femme et leurs enfants à Chalon-sur-Saône où, sur la recommandation de son frère l'architecte Gabriel-Hippolyte Destailleur, il devient conservateur du musée de la ville en 1867 et dirige les écoles communales de dessin.

## Œuvres
- Portrait du général Shumaker, Paris, Salon de 1866[5], localisation inconnue.
- Promenade de Schwitzerhof, à Lucerne, Paris, Salon de 1866[5], localisation inconnue.
- Portrait de Mgr l'évêque de Saint Claude, Paris, Salon de 1868[5], localisation inconnue.
- Chevet d'église, dessin d'architecture, musée des Beaux-Arts de Rennes[6].